# Імператор Ґо-Саґа
Імператор Ґо-Саґа (яп. 後嵯峨天皇, ごさがてんのう, ґо-саґа тенно; 1 квітня 1220 — 17 березня 1272) — 88-й Імператор Японії, синтоїстське божество. Роки правління: 21 лютого 1242 — 16 лютого 1246. Ім'я перекладається як «Пізній Саґа», що дає змогу вченим називати його Саґа II.
Син імператора Цутімікадо й Мінамото но Мітіко. 1221 року після заслання батька до провінції Тоса виховувався родичами матері. Принц Куніґіто за наполягам сіккена Ходзьо Ясутокі зійшов на трон після раптової смерті імператора Сідзьо, взявши ім'я Саґа на честь імператора VIII століття.
1246 року поступився владою своєму малолітньому синові. Сам постригся в ченці, через що його називають імператором-ченцем. Як верховний імператором намагався відновити політичний вплив, користуючись протистоянням чинного і колишнього сьогунів Кудзьо Йоріцуне і Кудзьо Йоріцуґу з сіккеном Ходзьо Токійорі. 1247 року таємно підтримав повстання клану Міура проти Ходзьо, але повсталі зазнали ніщивної поразки.
Задля поліпшення відносин з верховним імператором Ходзьо Токійорі 1252 року призначив сьогуном принца Мунетаку, сина Ґа-Саґи. 1259 року впливнув на імператора Ґо-Фукакусу, щоб той зрікся влади на користь свого зведеного брата Цунехіто (відомий як імператор Камеяма). Підтримав 1266 року спробу Мунетаки повалити владу сіккена, втім марно. 1268 року Ґо-Саґа стає буддійським ченцем й перебирається до монастиря Дайкакудзі.
У 1272 році Ґо-Саґа помер, заповівши двом своїм синам встановити новий порядок наслідування престолу. Його бажанням було, щоб представники, які походили з двох ліній наслідування, займали б пост імператора почергово. Останню волю батька сини виконали. Але з часом це виявилося неефективним рішенням та привело до суперництва їхніх нащадків за трон. Династична суперечка між нащадками двох його синів надалі призвела до появи двох імператорських дворів — Південного і Північного.